# Retchlag
Le Retchlag (en russe : Речлаг, acronyme de Речной лагерь, camp fluvial), appelé aussi camp spécial № 6, est un camp destiné aux prisonniers politiques dont le centre était situé dans la ville de Vorkouta en République socialiste soviétique autonome des Komis.

## Histoire
Le Retchlag (adresse : «п/я ЖЯ-407»), camp spécial de prisonniers politiques, est créé le 27 août 1948 sur base d'une sous-division du camp de Vorkoutlag. Le nombre maximum de détenus fut de 35 459 (au 1er janvier 1952). Il est fermé le 26 mai 1954 par fusion avec l'ITL de Vorkoutlag.
En juillet-août 1953 se produisit au Rechtlag le soulèvement de Vorkouta qui fut cruellement étouffé.

## Structure
- Section du camp № 1 — mine « Kapitalnaïa »[1],:p. 479, 677
- Section du camp № 2 — mine № 7[1]:9. 448, 677
- Section du camp № 3 — administration de la mine № 2 (ШУ-2)(Aïatch-Iaga)[1]:p. 499, mines № 12, № 14, № 16[1] :p. 449
- Section du camp № 4 — mine № 6, section construction, combinat du bois, section mécanique, chargement, chaufferie[1] :p. 473, 480
- Section du camp № 5 — mine № 40[1]:p. 473
- Section du camp № 6 — direction des mines № 1, et mines № 9, № 10, № 11[1]:p. 435, 453., Gostroï (Горстрой)[1] :p. 677, en partie condamnés aux travaux forcés[1]:p. 508
- Section du camp № 7
- Section du camp № 8 (section de femmes) [1]:p. 454, carrière de gravier[1]:p. 509
- Section du camp № 9 — mine № 8, parmi lesquels des condamnés aux travaux forcés[1] :p. 441-442
- Section du camp № 10 — mine № 29 (village de Iourchor)
- Section du camp № 11 — mine № 11 (sect.1), СК № 11[1] :p. 474—475
- Section du camp № 12
- Section du camp № 13 — mine № 30[1]:p. 467
- Section du camp № 14
- Section du camp № 15 — mine № 4[1]:p. 487, parmi lesquels des condamnés aux travaux forcés.
- Section du camp № 16 — zone industrielle de construction, Centrale thermique -2[1]:p. 462, 467
- Section du camp № 17

- ОЛП № 62[1]:p. 460

## Population
| Date             | nombre | date             | nombre |
| ---------------- | ------ | ---------------- | ------ |
| novembre 1948    | 6 654  | 1er janvier 1952 | 35 459 |
| 1er janvier 1949 | 7 474  | 1er janvier 1953 | 35 451 |
| 1er janvier 1950 | 25 024 | 1er janvier 1954 | 37 654 |
| 1er janvier 1951 | 27 547 |                  |        |

Du chiffre de 10 000 en 1948 le camp passe à 25 000 en 1949, à 35 000 le 21 mai 1951. 

## Prisonniers
- Armand Maloumian, est un français d'origine arménienne, ancien combattant de la deuxième Division Blindée Leclerc, durant la Seconde Guerre mondiale.
- Jānis Mendriks est un prisonnier qui était prêtre catholique et dont la procédure de canonisation a été entreprise en 2003, mort en 1953 pendant le soulèvement de Vorkouta.
- Leonid Samoutine (1915-1987) est un géologue, partisan d'Andreï Vlassov pendant la Seconde Guerre mondiale.
- Nikolaï Oukhtomski (1895-1953) : prince Russe blanc, mort comme prisonnier du camp.

## Liens
- «Система исправительно-трудовых лагерей в СССР». Составитель М. Б. Смирнов М.: Звенья, 1998.(système des camps de travail à des fins correctionnelles en URSS)